# Angola GNL
Angola GNL (pour gaz naturel liquéfié) - en anglais Angola LNG (liquefied natural gas) - est une usine de production de gaz naturel liquéfié située à Soyo, dans le nord de l'Angola. Créée en 2013, son PDG est, depuis février 2015, Eric Dunning.

## Caractéristiques techniques
L'usine de GNL en Angola est une installation unique avec une capacité de production de 5,2 millions de tonnes par an. L'usine utilise une technologie de liquéfaction de gaz naturel exclusive de ConocoPhillips (Process CascadeSM Optimized). En plus de GNL, elle produit également du propane, du butane et du condensat.
L'usine est alimentée à partir des champs de gaz offshore sur les blocs 14, 15, 17 et 18, et des champs non associés de gaz Quiluma, Atoum, Polvo et Enguia.
Le projet de GNL est présenté comme respectueux de l'environnement par ses concepteurs. Ils affirment que la plupart de ses matières premières est composé de gaz associé produit en association avec le pétrole brut dans le champ offshore qui est actuellement évasé.
L'usine a été construite par Bechtel. L'usine de GNL a coûté neuf milliards de dollars et a été mise en service en 2013.

## Le projet
Le projet a d'abord été proposé à Sonangol par Texaco en juin 1997. Le projet, géré conjointement par la Sonangol et Texaco, a poursuivi les processus d'évaluation et apporté des partenaires extérieurs (à l'origine d'ExxonMobil, Elf Aquitaine, et BP.) Par la suite Texaco fusionné avec Chevron Corporation, ExxonMobil a été remplacé dans le projet par Eni, et Elf Aquitaine a fusionné avec total.
Angola LNG a été formé comme un projet commun en 2008 impliquant Cabinda Gulf Oil Company, une filiale de Chevron Corporation (36,4 %), Sonangol (22,8 %), BP (13,6 %), Eni (13,6 %) et Total (13,6 %). Sonangol et Chevron servent de co-dirigeants de projet. Les actionnaires fourniront le gaz associé de leurs champs pétroliers offshore respectifs. 

## Historique et données
Le gouvernement angolais annonce officiellement, en juin 2013, lancer la production et l’exportation de gaz naturel liquéfié et le premier méthanier a été expédié vers le Brésil le 16 juin 2013.
En janvier 2014, la société annonce la première vente d'un cargo de GNL à la compagnie angolaise Sonangol la compagnie. Le 10 avril 2014, à la suite d'un incident sur un pipeline sur le site de production de Soyo qui selon les informations officielles n'ont fait aucun blessé et dégât écologique mais qui a mis en avant les défauts de construction de l'usine la direction doit stopper momentanément la production. Le site de Soyo est fermé pendant deux ans pour travaux et rouvre en juin 2016. Après la livraison de quatre cargaisons, elle est encore obligée de fermer pour "travaux de maintenance". Sa remise en route est prévue pour mi-août 2016.
De la création à février 2015, Artur Pereira sera son P-DG. Il sera remplacé, en février 2015, par Eric Dunning (toujours en poste actuellement (juillet 2016)).
En juillet 2016, la direction d'Angola LNG affiche une capacité de production d’environ 30 millions de m³/j. Elle produit, quand elle est en fonction, chaque année 5,2 millions de tonnes.